# Catedral metropolitana de Sorocaba
La Catedral Metropolitana de Sorocaba (también en portugués: Catedral Metropolitana de Nossa Senhora da Ponte) es la sede de la arquidiócesis de Sorocaba, ubicada en la Plaza Coronel Fernando Prestes en zona céntrica de la ciudad de Sorocaba, Sao Paulo, Brasil. Fue construido hace más de 200 años.
La catedral se deriva de la iglesia madre de la segunda ciudad, fundada en 1771 cuando llegó a Portugal la imagen de Nossa Senhora da Ponte, que actualmente se encuentra en el altar mayor de estilo barroco de 1771. La primera iglesia fue la de Santa Ana, el actual Monasterio de São Bento (Sorocaba). Esta curiosa advocación de "Nuestra Señora", común en Portugal, es única en Brasil. La primera misa en la sede´colonial de "Nossa Senhora da Ponte" fue celebrada en 1783.
El edificio de la iglesia actual es el resultado de una remodelación llevada a cabo desde el final del siglo XIX. En 1924 la catedral fue consagrada como una sede por Duarte Leopoldo e Silva , arzobispo de São Paulo. El primer obispo fue Don José Carlos Aguirre, el Obispo Aguirre.